# Eva Thomé
Eva Thomé (Thilay, 30 juin 1903 - Charleville-Mézières, 9 juin 1980) est une romancière et une résistante ardennaise.

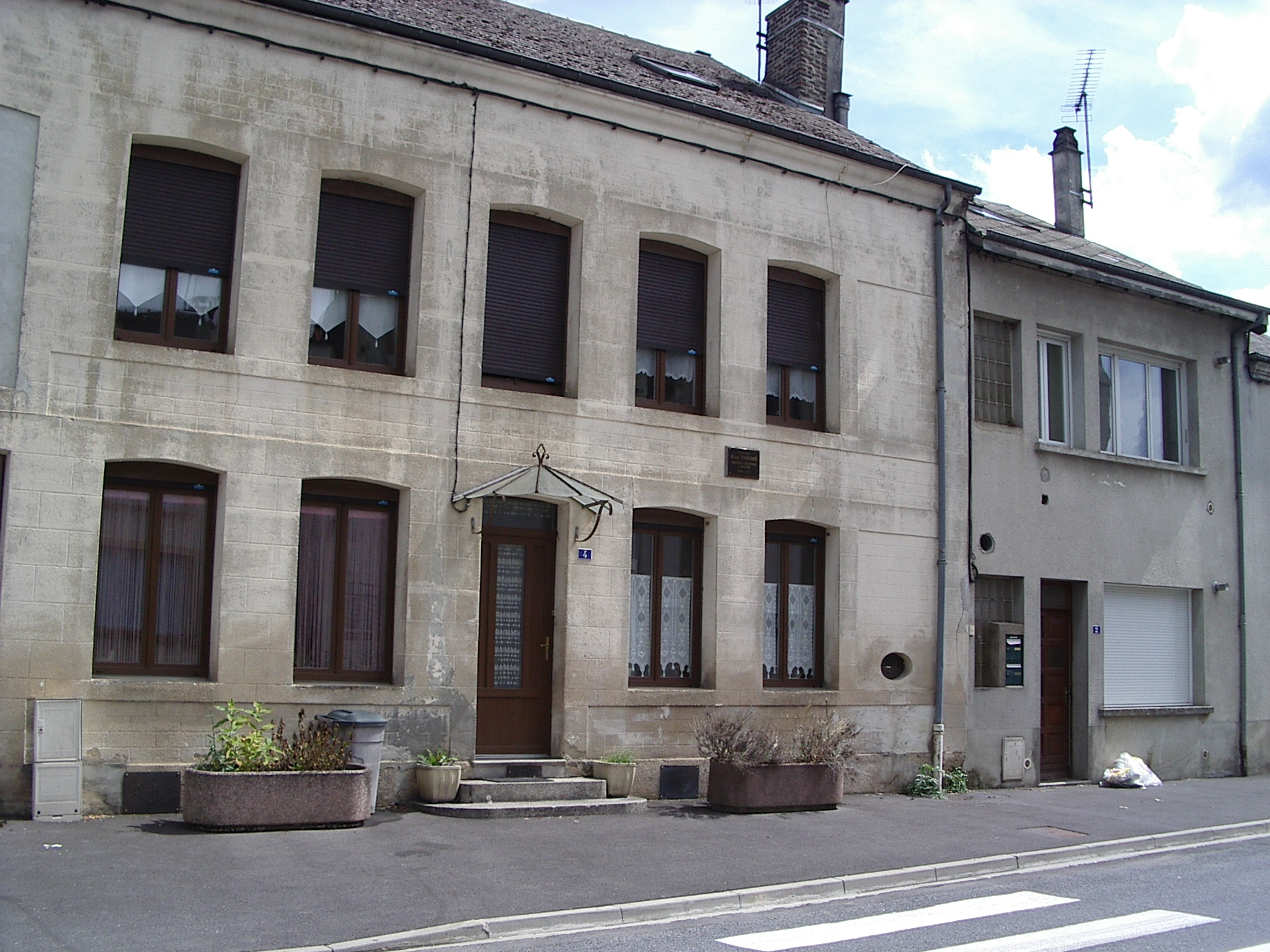
Maison où vécut Eva Thomé à Thilay.

## Biographie
Eva Thomé a fréquenté l'École normale supérieure. Devenue professeur agrégé de philosophie, elle enseigna au lycée Sévigné de Charleville-Mézières de 1942 à 1963.
En 1945, entrée à la Société des écrivains ardennais (SEA), dont elle devient vice-présidente, elle côtoya André Dhôtel et de nombreux écrivains ardennais.
Sa participation active à la Résistance lui vaut le grade de chevalier de la Légion d’honneur
Arrivée à la retraite, elle perdit malheureusement la vue mais continua néanmoins ses travaux.
Son œuvre est dédiée exclusivement aux Ardennes et en tant que résistante elle a fait partie comme agent de liaison du réseau de « M. Jean Joseph ».
Eva Thomé est morte dans la nuit du 8 juin 1980 à l'âge de 76 ans.

## Décoration
- Chevalier de la Légion d'honneur

## Publications
- La Rencontre insolite, œuvre romanesque, Plon, 1957.
- L'Être et le monde à l'état nocturne (thèse soutenue à l'Université de Reims), 1977 (Prix de psychologie).
- Les Vieux Moulins de Thilay, haut lieu de la résistance ardennaise, journal de Marguerite Fontaine présenté par Eva Thomé dans Les Cahiers ardennais.

### Publications d’Éva Thomé conservées aux Archives départementales des Ardennes
- Présentation d’Hubert Juin, écrivain ardennais, La Grive, juillet-décembre 1963, n°119-120. [PERH 8 15]
- Notre conte, l’Automobilisme Ardennais, mai-juin 1962, n°144, juillet-août 1962, n°145. [PERH 6 14]
- Jean Prévost : homme de lettres, capitaine de maquis, le Rimbaldien, automne 1946, n°5. [PERH 9 2]
- Étienne Riché, combattant, La Grive, juillet-septembre 1964, n°123. [PERH 8 15]
- Littérature et aviation : Didier Daurat, La Dryade, été 1963, n°34. [PERG 8 1]
- L’œuvre d’André Dhôtel, La Grive, octobre 1956, n°92. [PERH 8 11]
- Panorama du roman ardennais : domaine français, La Grive, janvier-mars 1959, n°101. [PERH 8 13]
- Paul Verlaine en Ardenne, La Manufacture, 1985. [L/B19 2]
- Le lycée Sévigné sous l’occupation, 1945. [BR 554]
- Oppositions et paradoxes ardennais, 1957. [H/A 44]
- Le XIXe siècle, grand siècle littéraire ardennais : Michelet et Taine, Verlaine et Rimbaud, Sévriennes d’hier et d’aujourd’hui, 1961. [LB/3 2]
- La vie retrouvée d’Adam, Éditions de la Grive, 1950. [LT/A 4]
- Au fil du rail, Groupe artistique Arthur Rimbaud, 1947. [LT/B 3]
- La rencontre insolite, Plon, 1957. [LT/A 10]
- Les Vieux-Moulins de Thilay haut-lieu de la Résistance ardennaise, Société des écrivains ardennais, 1964. [LB/12 18][2]

## Sources
- Eva Thomé, écrivain et résistante d'Ardenne, Les Cahiers ardennais n° 23, inédits et hommages, témoignages à Eva Thomé, Sea, 1982.
- Archives de la Société des écrivains ardennais (SEA).